# Gerhard Tandar
Gerhard Tandar (* 19. Januar 1894 als Ernst August Gerhard Lehmann in Berlin; † 11. Juli 1943 ebenda) war ein deutscher Schauspieler, Aufnahmeleiter, Produktionsleiter und Regisseur.

## Leben und Wirken
Der geborene Gerhard Lehmann war ein Sohn des Theaterdirektors Oswald Lehmann und seiner Frau Elise, geb. Müller. Über seine Ausbildung ist derzeit nichts bekannt. Er begann seine Bühnenlaufbahn 1913 in Düsseldorf und trat 1915 auch vor die Kamera. Festengagements an der Bühne sind in seiner gesamten Karriere kaum nachzuweisen, allenfalls bei der einen oder anderen Berliner Gastspieldirektion fand der Schauspieler eine Verpflichtung. Im Laufe der 1930er Jahre verließ er die Bühnenwelt und fokussierte sein Tun mehr und  mehr auf den Film, wo er seit der Machtergreifung vor allem als Aufnahmeleiter (z. B. bei dem Science-Fiction-Klassiker Gold) eingesetzt wurde. Hin und wieder überließ man ihm auch eine Produktionsleitung, zweimal sogar eine Kurzfilmregie. Tandars letzte Tätigkeit beim Zelluloidmedium war 1942/43 die eines Regieassistenten bei Musik in Salzburg. Er starb 1943 im Städtischen Krankenhaus Westend in Berlin-Charlottenburg.

## Filmografie
als Schauspieler, wenn nicht anders angegeben
- 1915: Brüderherzen
- 1916: Die bleiche Renate
- 1916: Du sollst nicht richten
- 1919: Das Glück der Irren
- 1919: Ewiger Strom
- 1920: Die Stimme
- 1920: Die rote Redoute
- 1923: Dämon Zirkus
- 1931: Einer Frau muß man alles verzeih’n
- 1932: Schuß im Morgengrauen
- 1934: Die Medaille (Kurzfilm-Regie)
- 1936: Kater Lampe (Produktionsleitung)
- 1936: Maria, die Magd (Produktionsleitung)
- 1936: Blonder Mann übern Weg (Kurzfilm-Regie)
- 1938: Jugend